# Deklaracja niepodległości Stanów Zjednoczonych

Obraz ilustrujący podpisanie deklaracji niepodległości autorstwa Johna Trumbulla (1819)

Deklaracja niepodległości Stanów Zjednoczonych (ang. Declaration of Independence, pełna nazwa The unanimous Declaration of the thirteen united States of America - „Jednomyślna deklaracja trzynastu Zjednoczonych Stanów Ameryki”) – akt prawny autorstwa m.in. Thomasa Jeffersona, uzasadniający prawo Trzynastu Kolonii brytyjskich w Ameryce Północnej do wolności i niezależności od króla Wielkiej Brytanii, Jerzego III. Ogłoszona 4 lipca 1776 w Filadelfii podczas II Kongresu Kontynentalnego.
Uchwalenie Deklaracji poprzedziły deklaracje poszczególnych stanów (zob. Deklaracja Praw Wirginii).
Deklaracja głosiła prawo do ustanawiania wszelkich aktów państwowych, wypowiadania wojny i zawierania pokoju przez dawne kolonie angielskie w Ameryce Północnej.
Jej autorami, oprócz Jeffersona, byli John Adams, Benjamin Franklin, Robert R. Livingston i Roger Sherman (Komitet Pięciu). Sygnatariusze Deklaracji niepodległości zostali nazwani przez kolonistów ojcami-założycielami.
Deklaracja niepodległości była pierwszym oficjalnym oświadczeniem na temat tego, czym powinien być rząd. Ponadto, miała ona charakter uniwersalny, była czymś więcej aniżeli prywatnym przesłaniem skierowanym do Wielkiej Brytanii, był to apel do całej ludzkości.
Idee zawarte w Deklaracji to synteza poglądów ówczesnych myślicieli oświeceniowych. Największy wpływ na treść tego dokumentu miała osoba Johna Locke’a, który swoją twórczością filozoficzno-literacką ustanowił kanon myśli oświeceniowej w odniesieniu do rządu i jego obowiązków względem obywateli. Thomas Jefferson wiedział, że poglądy głoszone przez Locke’a pasowały do sytuacji, w jakiej znalazły się kolonie w dobie rewolucji, a także odzwierciedlały nastroje społeczne prowincji amerykańskich.

## Struktura dokumentu
Tekst Deklaracji niepodległości można podzielić na pięć części. Pierwsza część służyła przedstawieniu intencji, którymi kierował się Kongres, uchwalając ten dokument. Zaraz potem zawiera on skondensowaną filozofię polityczną odpowiadającą ówczesnym trendom myślowym. Następnie, w Deklaracji zawarto szereg zarzutów przeciwko królowi brytyjskiemu Jerzemu III. Przedostatnia część tekstu to przyjęta 2 lipca rezolucja niepodległościowa. Ostatnią częścią dokumentu z 4 lipca są podpisy przedstawicieli 13 kolonii obecnych na II Kongresie Kontynentalnym.
Pierwszy akapit Deklaracji niepodległości stanowi wstęp do całego dokumentu. Powołanie się na samym początku na prawa przyrodzone i ustawy boże ma charakter klasycznego, oświeceniowego wyznania. Wstęp adresowany jest do opinii publicznej i ma na celu sugestywnie wskazać Wielką Brytanię jako stronę, która zaczęła cały konflikt. W pierwszym akapicie znajduje się także apel do innych narodów o udzielenie poparcia koloniom, występującym w imieniu obrony szlachetnych zasad reprezentowanych przez wielkie umysły, takie jak Locke czy Milton. Użyte w tym akapicie słowo naród świadczy o przekonaniu kolonii, że należy im się miejsce wśród innych państw.
We wstępie amerykańscy rozłamowcy sprzeciwiali się uznaniu niekorzystnych dla nich praw, narzuconych przez Brytyjczyków. Tym samym autorzy Deklaracji próbowali przeforsować tezę o tym, że prawa ludzkie powinny być podporządkowane prawu natury.
Drugi akapit dokumentu z 4 lipca miał za zadanie w sposób zwięzły przedstawić filozofię życiową, którą wyznawali Amerykanie. W tej części dokumentu wyróżnione zostały cztery główne zasady filozofii amerykańskiej: doktryna praw natury i naturalne przywileje jednostki, umowna teoria powstania państwa, koncepcja suwerenności ludu oraz prawo do rewolucji.
Za niezbite i oczywiste prawdy uważali tutaj Amerykanie fakt, że ludzie zostali stworzeni przez Boga równymi sobie. Rozwinięciem tej myśli jest przekaz, że na pierwszym miejscu postawić należy prawo do życia, do wolności i do poszukiwania szczęścia. Właśnie te słowa stały się myślą przewodnią całego dokumentu, a także ukształtowały mentalność amerykańską. Tak sformułowany dokument odwoływał się do intelektu, serca, wyobraźni.
W tej części Deklaracji Jefferson pisał:

Wprawdzie roztropność nakazuje nie zmieniać od dawna ustalonych rządów dla błahych powodów i przemijających przyczyn [...]. Lecz jednak długi szereg nadużyć i przywłaszczeń, [...] wykazuje jawny zamiar wtłoczenia na dany naród jarzma rządu nieograniczonego, naród ma prawo, lecz i obowiązek obalenia podobnego rządu i zawarowania swego bezpieczeństwa na przyszłość za pomocą nowych rękojmi.

Jest to parafraza słów Johna Locke’a o prawie oporu wobec ciemiężyciela. Autor Deklaracji zaznacza, że koloniści cierpliwie znosili obelgi i nadużycia Wielkiej Brytanii. Gdy jednak okrucieństwa brytyjskie nie miały końca, Amerykanie, powołując się na idee oświeceniowe, prawo oporu i suwerenność ludu, czuli się zobligowani do walki, już nie tylko o swoje interesy, ale o swój naród.
Tworząc Deklarację niepodległości, Jefferson zdawał sobie sprawę, że przytoczenie pięknych frazesów o uciskaniu kolonii przez Koronę nie wystarczy do przekonania świata o cierpieniu prowincji. Stąd w trzeciej części dokumentu wymienione zostały fakty, które miały świadczyć o tyranii króla.
Całkowite pominięcie przez Jeffersona parlamentu brytyjskiego jako źródła, z którego wywodziły się wszystkie ustawy i zrzucenie całej odpowiedzialności na króla Jerzego III było zabiegiem celowym. Wiązało się to z przyjęciem w 1774 r. wniosku Samuela Adamsa, który uznawał kolonie amerykańskie za dominium. Wobec tego wszelka władza parlamentu w koloniach nie miała mocy prawnej, a bunty i roszczenia bezzasadne. Amerykanie, szukając realnego winowajcy, znaleźli go w osobie króla.
W Deklaracji niepodległości wymieniono szereg nadużyć, jakich miał dopuścić się Jerzy III względem kolonii. Dotyczyły one w dużej części reakcji króla brytyjskiego na postęp rewolucji i miały na celu uzasadnienie niesubordynacji prowincji. Były to zarzuty typu:

Nie zgadzał się niejednokrotnie na uchwały ustanawiające wielkie okręgi [...]. Zwoływał ciała prawodawcze do miejsc niezwykłych, pozbawionych wszelkiej wygody [...]. Niejednokrotnie rozwiązywał Izby przedstawicieli dlatego, że dzielnie się opierały jego zamierzeniu podkopania praw ludu.

W dokumencie z 4 lipca wymienione zostały pretensje wobec ustaw zatwierdzonych przez króla, a stanowiących punkt zapalny rewolucji. Znajdują się tam odwołania m.in. do:
- Townshend Acts – dla przetrwania i niszczenia handlu naszego ze wszystkimi częściami świata,
- Stamp Act – dla nakładania podatków bez naszego zezwolenia,
- Sugar Act – dla pozbawienia nas niejednokrotnie dobrodziejstwa sądu przysięgłych,
- Quebec Act – dla zniweczenia systemu wolnych praw angielskich w sąsiedniej prowincji (Kanadzie), ustanowienia w niej nieograniczonego rządu i przesunięcia jej granic, aby tym sposobem uczynić z tej prowincji zarazem modłę i narzędzie do zaprowadzenia takiego samego nieograniczonego rządu w innych osadach.

Poza przytoczeniem szeregu ustaw i ograniczeń, jakie wprowadziła Korona względem kolonii, w tej części tekstu zestawiono także zachowanie monarchy brytyjskiego z modelem oświeceniowego władcy. Oskarżano Jerzego III o niekonsekwencję w działaniu i niedbanie o interesy swojego ludu. Zarzuty przeciw królowi formułowane były w charakterystyczny sposób. Każdy przytoczony przez Jeffersona fakt ilustrujący działania monarchy względem kolonii opatrzony był komentarzem sugerującym negatywne intencje króla. Szczególnie bolesne dla Amerykanów okazały się te zarządzenia metropolii, które bezpośrednio ograniczały wolność i samorządność kolonii. Królowi zarzucano, że nie dopuszczał do rządów wszystkich przedstawicieli brytyjskiego społeczeństwa, łamiąc tym samym zasady demokracji. Wytykano mu również uzależnianie od siebie sędziów i sterowanie ich wyrokami na niekorzyść kolonistów oraz terror, jaki był udziałem wojsk brytyjskich, stacjonujących w prowincjach amerykańskich.
Końcowe oskarżenia przeciwko monarsze zawarte w tej części Deklaracji niepodległości dotyczyły działań podejmowanych przez niego w czasie wojny i miały na celu wykazanie, że to Jerzy III łamie wszystkie zasady ładu społecznego. Twórcom Deklaracji bardzo zależało na tym, ażeby przedstawić króla brytyjskiego jako agresora i dzięki temu pozyskać sojuszników do walki z nim. W dokumencie z 4 lipca Amerykanie wytykali władcy angielskiemu fakt rezygnacji z godności monarchy względem kolonii amerykańskich oraz rozpoczęcie wojny domowej. Działania wojenne prowadzone przez metropolię w opinii kolonistów były złamaniem zasad wypracowanych przez wieki i powrotem do działań barbarzyńskich. Kiedy kraj, który uznawał się za chrześcijański, dopuszczał się takich poczynań, zasługiwał na potępienie reszty narodów chrześcijańskich. Postępowanie Anglików w czasie działań wojennych przeciwko Amerykanom cechowało się srogością i przebiegłością. Przejawiało się to m.in. w „zmuszaniu współobywateli na morzu do walczenia przeciw własnej ojczyźnie, przyjaciołom i braciom, lub padania pod ciosami tychże przyjaciół i braci oraz wykorzystywaniu przeciw kolonistom dzikich Indian, wrogów nieznających litości, których wiadomy sposób prowadzenia wojny polega na zabijaniu każdego, kogo spotkają, bez różnicy płci, wieku i stanu”. Mimo tych wszystkich działań twórcy Deklaracji niepodległości podejmowali próby negocjacji z Macierzą, lecz nie zostawali wysłuchani.
Przedostatni akapit omawianego dokumentu zaznaczał, że wcześniejsze apele do Brytyjczyków, w których koloniści pisali o doznawanych gwałtach ze strony despotycznej władzy króla i jego parlamentu, spotkały się z brakiem odzewu ze strony mieszkańców Wielkiej Brytanii.
Ostatnim akapitem, a zarazem przedostatnią częścią Deklaracji, była Rezolucja niepodległościowa, przyjęta 2 lipca 1776 roku. Formuła ogłaszająca oddzielenie się kolonii amerykańskich od Wielkiej Brytanii jest najważniejszą częścią dokumentu. Twórcy Deklaracji, powołując się na oświeceniową doktrynę samostanowienia każdej zbiorowości, w imieniu wszystkich prowincji wyrzekli się władzy zwierzchniej króla Jerzego III nad prowincjami amerykańskimi.

Wierząc w słuszność podejmowanych działań, biorąc za świadka Najwyższego Sędziego [...] ogłaszamy uroczyście w imieniu władzy zbożnego ludu tych Osad, iż Zjednoczone Osady są i mają prawo być Państwami wolnymi i niepodległymi.

Kwestia zmiany statusu każdej kolonii w niezależne państwo w przyszłości miała wpływ na kształt konfederacji.
Deklaracja niepodległości została oceniona jako dokument dobrze spełniający cele polityczne. Jefferson w liście do Henry’ego Lee z 1825 r. podsumował jej rolę w następujący sposób:

Gdy więc Amerykanie zmuszeni zostali chwycić za broń dla naprawy krzywd, uznaliśmy za stosowne usprawiedliwić się przed trybunałem świata. To właśnie było celem Deklaracji niepodległości. Nie chodziło o to, aby odkryć nowe, nieznane dotąd zasady, aby powiedzieć coś, co tę ledwie ma wartość, iż nigdy dotąd nie zostało powiedziane, lecz aby przedstawić ludzkości oczywistą prawdę w tej kwestii w słowach tak prostych i mocnych, aby zmusić ludzkość do przyznania nam racji i aby uzasadnić nasz niezależny odtąd stan, po jaki zmuszeni byliśmy sięgnąć.

Obecnie dzień 4 lipca obchodzony jest jako święto narodowe – Dzień Niepodległości Stanów Zjednoczonych.